# جوان لوكي
جوان لوكي (بالإسبانية: Joan Luque) هو لاعب كرة قدم إسباني في مركز نصف الجناح، ولد في 16 يونيو 1992 في برشلونة في إسبانيا. لعب مع نادي برشلونة.